# キュランダコアラガーデンズ
キュランダコアラガーデンズ (Kuradna Koala Gardens) は、オーストラリアのクイーンズランド州（ファー・ノース・クイーンズランド）にある動物園。

## 概要
ケアンズ近郊のキュランダ村ヘリテージマーケット内にある動物園。コアラ、カンガルー、ワラビー、アメリカワニ、エリマキトカゲ、ウォンバットなどが観察できる。コアラは抱っこ写真が可能、カンガルーやワラビーには備え付けの餌で自由に餌付けできる。園内には爬虫類館もある。

## 関連施設
- ケアンズトロピカルズー＆ナイトズー
- ハートリースクロコダイルアドベンチャーズ